# Jeszenszky Zsolt
Jeszenszky Zsolt (1972. április 17. –) magyar jobboldali konzervatív újságíró, műsorvezető, kommentátor volt a megszűnt Pesti TV-ben és a kormánypárti Hír TV műsorvezetője. Nyíltan kiáll a Fidesz és Orbán Viktor politikája mellett, a Pesti Srácok.hu munkatársa, így többen úgy vélekednek, hogy a kormánypárt propagandáját szolgálja ki, amit az apjáról szóló nyilatkozata is alátámaszt.

## Életpályája
1972-ben született. Azokban az időszakokban, amikor a családja nem külföldön élt, az általános és középiskolai tanulmányait a pesti belvárosban, a Váci utcai ének-zene tagozatos általános iskolában, majd az Eötvös József Gimnáziumban folytatta.
Egyetemi tanulmányait követően a Rádió Bridge-nél dolgozott műsorvezetőként egészen az állomás 2002-es struktúra- és névváltoztatásáig. Ezt követően a Magyar Televízióban volt látható zenei témájú műsorok vezetőjeként. A Magyar Lemezlovasok Szövetségének tagja, 2005 óta az elnöke, valamint a MAHASZ és a ProArt zenei érdekképviseleti szervek munkatársa. Munkái mellett rendszeresen jelentek meg írásai, ajánlói a zeneforum.hu zenei weboldalon, illetve a MAHASZ honlapján.
2005-ben az Eurovíziós Dalfesztivál magyarországi nemzeti döntőjének az egyik zsűritagja volt. 2010-ben az Eurovíziós Dalfesztivál magyarországi közvetítésének a kommentátora volt a Duna TV-n.
2020-tól 2022-ig a Pesti TV műsorvezetője volt, a Politikai hobbista című műsor házigazdája. 2022. július 10-től a műsor a Hír TV-re költözött.
Azonos nevű Facebook-oldalán kormánypárti politikai véleményvezérként van jelen.

## Magánélete
Édesapja Jeszenszky Géza, 1990–1994 között az Antall-kormány külügyminisztere, 1998–2002 között Magyarország washingtoni, majd 2011–2014 között norvégiai és izlandi nagykövete.

## Műsorai
- Eurovíziós Dalfesztivál (kommentátor, Duna TV, 2010)
- Politikai hobbista (Pesti TV, 2020–2022; Hír TV, 2022 óta)